# Željko Petrović
Željko Petrović (født 3. november 1965) er en tidligere serbisk fodboldspiller.

## Serbiens fodboldlandshold
| Jugoslaviens landshold | Jugoslaviens landshold | Jugoslaviens landshold |
| År                     | Kmp                    | Mål                    |
| ---------------------- | ---------------------- | ---------------------- |
| 1990                   | 1                      | 0                      |
| 1991                   | 1                      | 0                      |
| Total                  | 2                      | 0                      |

| Serbiens landshold | Serbiens landshold | Serbiens landshold |
| År                 | Kmp                | Mål                |
| ------------------ | ------------------ | ------------------ |
| 1997               | 8                  | 0                  |
| 1998               | 8                  | 0                  |
| Total              | 16                 | 0                  |